# جورج إي. ميريك
جورج إي. ميريك (بالإنجليزية: George E. Merrick)‏ هو سياسي أمريكي، ولد في 1886 ببيتسبرغ في الولايات المتحدة، وتوفي في 1942 في نفس البلد.